# ديرك هايسمانز
ديرك هايسمانز هو لاعب كرة قدم بلجيكي في مركز الهجوم، ولد في 3 سبتمبر 1973 في بلجيكا. شارك مع منتخب بلجيكا لكرة القدم. أما مع النوادي، فقد لعب مع بيرسخوت إيه سي وستاندارد لييج وكيه في ميخيلين وليرس ونادي بيرخيم.

## وصلات خارجية
- ديرك هايسمانز على موقع الاتحاد البلجيكي (الإنجليزية)
- ديرك هايسمانز على موقع قاعدة بيانات كرة القدم.إي يو (الإنجليزية)
- ديرك هايسمانز على موقع ناشيونال فوتبول تيمز (الإنجليزية)